# Wytłaczanie (polimery)
 Wytłaczanie – w inżynierii chemicznej proces wytwarzania długich elementów z tworzyw sztucznych. Polega na uplastycznianiu tworzywa w układzie uplastyczniającym i przepychaniu go przez kanały o odpowiednim profilu. Wytłaczanie jest metodą przetwórstwa fizyczno-chemicznego II rodzaju (PEC II).
Proces odbywa się w wytłaczarkach, składających się z trzech układów: napędowego, sterowania i uplastyczniającego. Tworzywo ogrzewa się do uzyskania odpowiedniej plastyczności, a następnie przetłacza się przez głowicę wytłaczarską (ustnik) i chłodzi uzyskując tzw. wytłoczynę. Do przemieszczania tworzywa stosuje się przenośniki śrubowe (ślimaki) lub tłoki.

## Odmiany procesów wytłaczania
- konwencjonalne
- porujące – do układu uplastyczniającego dodaje się porofor
- auto–termiczne – ciepło dostarczane przez tarcie
- powlekające – podciśnieniowe i ciśnieniowe
- z rozdmuchiwaniem – swobodne (otrzymuje się folię rurową) lub z ograniczeniem mechanicznym (otrzymuje się pojemniki)
- z napełnianiem – np. kroplówki
- z granulowaniem – w wodzie lub powietrzu, z proszku robi się granulat
- współwytłaczanie – otrzymywanie wytłoczyn składających się z kilku warstw różniących się np. kolorem lub strukturą; w procesie tym wykorzystuje się dwie lub więcej wytłaczarek, z których każda dostarcza określone tworzywo sztuczne przy stałym wydatku objętościowym do wspólnej głowicy (matrycy) wytłaczającej.